# 아메드 알사피
아메드 알사피(아랍어: احمد الصافي)(영어: Ahmed Al Safi)는 1971년 이라크에서 태어난 조각가이자 화가이다.

## 같이 보기
- 이슬람 미술